# Nagelknipser

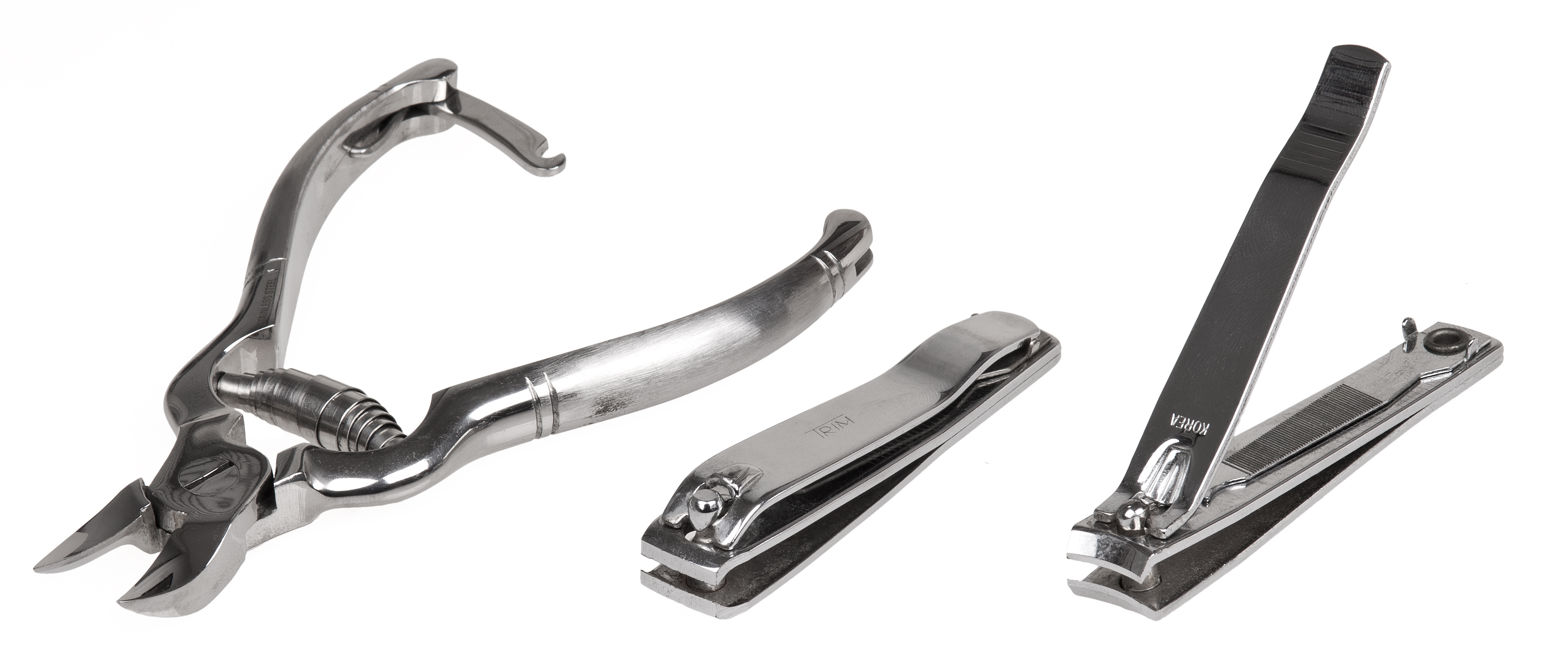
Verschiedene Nagelknipser

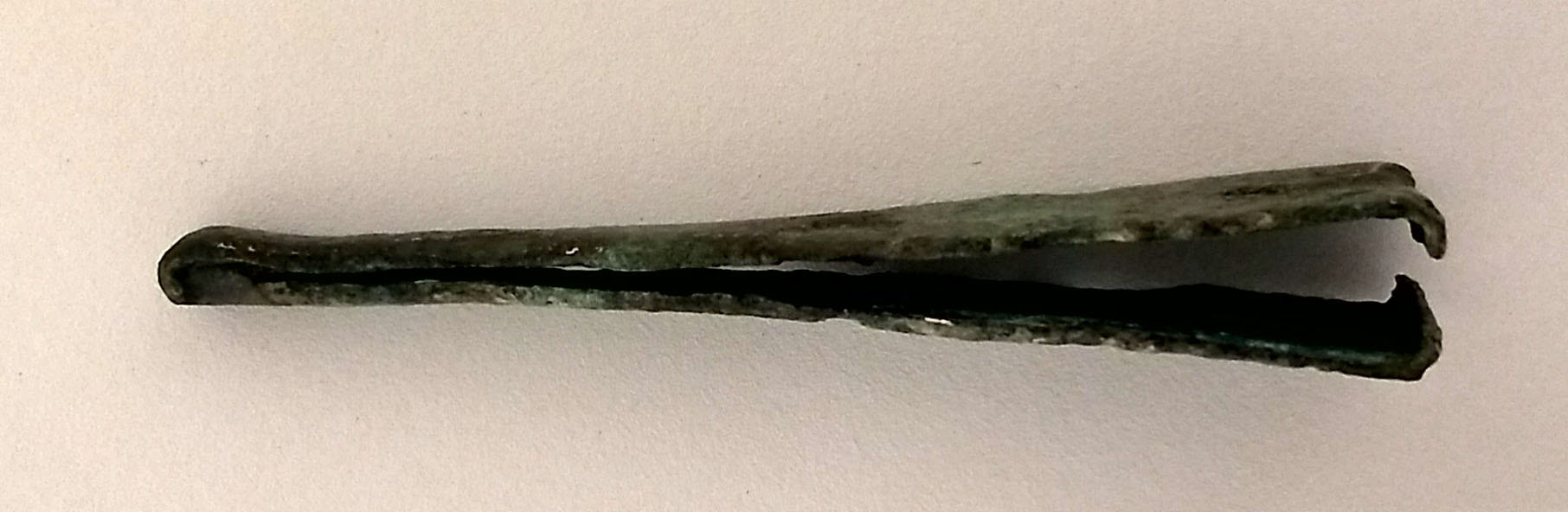
Römischer Nagelknipser (Scalptorium) aus Bronze, 3. bis 4. Jahrhundert nach Christus.

Ein Nagelknipser bzw. Nagelclip, in Bayern und Österreich auch Nagelklipserl oder Nagelzwicker genannt, ist ein Gerät zur Pflege der Zehen- und Fingernägel. Er ist zangenförmig aufgebaut, hat an der Spitze zwei konkav gebogene Klingen, die einander parallel gegenüberstehen. Die Erfindung des Nagelknipsers wird Chapel Carter im Jahr 1896 zugeschrieben.
Der Nagelknipser dient dazu, die Nägel, anders als eine Nagelschere, nicht abzuschneiden, sondern den zu entfernenden Nagelteil als Ganzes zu entfernen, lautmalerisch abknipsen genannt. Der Vorteil gegenüber Nagelscheren ist, dass hierbei keine oder nur wenig Einrisse in der Hornplatte entstehen, da der Nagel nicht wie bei der Schere durch deren überlappenden Klingenansatz am jeweiligen Schnittpunkt durch das Scherschneiden einseitig belastet wird, sondern der Druck durch die parallelen Klingen auf dem abzutrennenden Nagelteil durch das Keilschneiden gleichmäßig verteilt wird. Zudem ist der symmetrische Aufbau von Vorteil – Nagelscheren werden beim Schneiden der Nägel der dominanten Hand „verkehrt“ geführt (vgl. Linkshänderschere). Nachteil ist, dass der Nagelknipser nicht so fein zu führen ist wie eine Nagelschere.
Die meisten Nagelknipser sind so aufgebaut, dass einer der Zangenarme um 360° drehbar ist. Beim Gebrauch wird er in die Position gedreht, die benötigt wird, um den Hebeleffekt zu erreichen, der den gewünschten Nagelteil entfernt. In der Ruheposition wird der Zangenarm wieder zurückgedreht.